# 성인 학교
성인 학교(成人學校)는 성인 교육을 위해 설계된 고등학교 시설을 말한다. 성인 학교는 고등 교육을 완료하지 못한 성인이 교육을 계속할 수 있도록 설립되었다. 일부 성인 학교는 어린이 돌봄 시설이 제공되기도 하며, 이민자 및 난민을 위한 특별한 사회 적응 프로그램이나 성인 학생들의 특별한 요구에 의한 직업 및 기타 교육을 제공한다. 일부 성인학교는 일반적인 고등학교 수업을 제공할 수도 있다.